# Tiaro
Tiaro est une petite ville de 433 habitants sur la Mary River au Queensland, en Australie. La ville est située sur la "Bruce Highway" à 27 kilomètres au sud de Maryborough et à 227 kilomètres au nord de Brisbane, la capitale de l'état. La région vit surtout de l'agriculture et de l'exploitation du bois sans oublier les avantages que la ville tire de sa situation sur la Bruce Highway.
Tiaro est le centre administratif du « Tiaro Shire Council » qui s'étend au sud jusqu'aux villes de Bauple, Glenwood, Gunalda et Curra.
La population du comté était de 5 120 habitants en 2006.